# Tebe (mitologia)
Tebe (en grec antic: Θήβη) va ser un personatge bastant discutit en la mitologia clàssica. Hi ha diverses versions i històries sobre Tebe, sobre qui són els seus progenitors, com va ser la seva vida, etc. Segons Pierre Grimal és el nom de diverses heroïnes, epònimes de les diferents ciutats anomenades Tebes.

## Primera Versió
Va ser una heroïna beòcia, la filla menor del déu-riu Asop i de Mètope.

## Segona Versió
Era la filla de Zeus i de Iodama, una filla de l'atenenc Itonos descendent de Deucalió, que apareix també sovint com a epònima de la ciutat beòcia de Tebes.

## Tercera Versió
Filla d'Èpaf i neta de Nil. Es deia que havia donat el seu nom a la Tebes egípcia.

## Quarta Versió
Filla de l'heroi pelasg Àdramis, que havia promès que la casaria amb aquell que pugues vèncer-lo en una carrera de carros.
Hèracles va aconseguir-ho i es va unir a Tebe, a la que finalment va abandonar. En record seu va anomenar Tebes a una ciutat que va fundar més tard a Cilícia.

## Cinquena Versió
Filla de Prometeu i una nimfa. Alguns cops se la considerava com a epònima de la ciutat beòcia de Tebes.

## Sisena Versió
Filla de Cílix i de l'estirp de Cadme. En algunes tradicions se la fa epònima de la ciutat de Tebes a Cilícia.